# Băicoi
Băicoi è una città della Romania di 19 703 abitanti, ubicata nel distretto di Prahova, nella regione storica della Muntenia.
Il suo nome deriva da "Baicu" un nome rumeno, forse di origine cumana.
Fanno parte dell'area amministrativa le località di Dâmbu, Liliești, Schela, Țintea e Tufeni.
Le prime testimonianze sull'esistenza di Băicoi risalgono ad un documento emesso da Michele il Bravo il 20 maggio 1597; sono state però reperite nella zona tracce di insediamenti di epoca dacica, in particolare monete risalenti all'82-44 a.C.